# Neolasioptera hirsuta
Neolasioptera hirsuta är en tvåvingeart som beskrevs av Ephraim Porter Felt 1908. Neolasioptera hirsuta ingår i släktet Neolasioptera och familjen gallmyggor.
Artens utbredningsområde är Arizona. Inga underarter finns listade i Catalogue of Life.